# 板紙
板紙（いたがみ）とは、紙の中でも厚いものを指す。一般には多層抄き（積層紙）のものに限定するが、単層抄きのものも含めることもある。以下は多層抄きの場合である。カードストック、ペーパーボードともいう。

## 種類
経済産業省が実施する「生産動態統計調査」の品種分類では、板紙は「段ボール原紙」「紙器用板紙」「雑板紙」の3種類に大別されている。さらに詳細な分類は以下の通り。
- 段ボール原紙
  - ライナー : 段ボールシートの表裏に使用される板紙。中芯と組み合わせて段ボールシートに加工され、段ボール箱の素材となる。
  - 中芯原紙 : 段ボールシートの内側（波状部分）に使用される板紙。
- 紙器用板紙
  - 白板紙 : 表面が白い板紙。表裏の白色度が同程度のもの（マニラボール）と表裏差があるもの（白ボール）がある。
  - 黄板紙 : 稲藁や麦藁を原料とした黄色い板紙。
  - チップボール : 雑誌古紙や新聞古紙を原料としたネズミ色をした板紙。
  - 色板紙 : 染料で着色された板紙。
- 雑板紙
  - 建材原紙
    - 防水原紙 : 建築物の屋根や床で使用される、アスファルトやタールを含ませた防水材の原紙。
    - 石膏ボード原紙 : 石膏ボードに使用される板紙。石膏ボードの芯材である石膏を被覆するために使用。

  - 紙管原紙 : 紙管の原紙。
  - その他板紙 : 紙パルプ用の包装紙（ワンプ）など。

## 用途
用途としては包装用が圧倒的に多い。以下代表的な用途を示す。
- 段ボール箱
- 箱（菓子、日用品、部品、ティッシュなどの個包装）＝化粧箱、パッケージ
- 貼箱（化粧箱の一種であるが箱芯材に和紙や印刷紙を貼った物）
- 紙管・ボイド管（巻取紙の芯棒、トイレットペーパーの芯、コンクリート型枠）
- 出版表紙、美術全集本文、貼合絵本、商業印刷物（パンフレット等）
- 玩具（ジグソーパズル、仕掛け絵本、ゲームカード等）
- 伝票類の裏表紙、裏表紙兼ノーカーボン紙用下敷き
- 文房具（フラットファイル等ファイル・バインダー）
- キャリアテープ - コンデンサーやICチップなど、微細な電子部品を運送・保管・使用する際に使用する紙のテープ

## 製法
紙が長網であるのに対して、丸網多筒或いは短網多筒のマシンが用いられることが多い。代表的なものとしては、ウルトラフォーマー（小林製作所）がある。

## 板紙メーカー一覧
日本
- レンゴー
- 王子製紙
- 王子マテリア
- 王子エフテックス
- 日本製紙
- 北越コーポレーション
- 立山製紙
- 加賀製紙
- 伊予製紙
- 大王製紙
- 中越パルプ工業
- 三菱製紙
- 大豊製紙
- 大和板紙
- 岡山製紙
- 丸井製紙
- アテナ製紙
- 山恭製紙所

世界
- INTERNATIONAL PAPER（アメリカ）
- GEORGIA PACIFIC PAPER（アメリカ）
- SMARFIT STONE CONTAINE（アメリカ）
- ハンソル製紙（韓国）
- 大韓パルプ（韓国）
- INDERKIAT PAPER（インドネシア）
- 寧波中華紙業（中国）
- 華泰紙業（中国）
- 永豊余（台湾）